# Сергеевка (Луганская область)
Сергеевка (укр. Сергіївка) — село, относится к Сватовскому району Луганской области Украины.
Население по переписи 2001 года составляло 20 человек. Почтовый индекс — 92624. Телефонный код — 6471. Занимает площадь 0,24 км². Код КОАТУУ — 4424086506.

## История
1853 — год основания села.

## Местный совет
92624, Луганська обл., Сватівський р-н, с. Райгородка, вул. Конопліна, 3 (укр.)